# Dolores Sarmiento
Dolores Ingrid Sarmiento (Buenos Aires, 15 de enero de 1987)es una actriz, modelo, cantante y bailarina argentina.

## Biografía
Menor de seis hermanos.  
Fue al colegio Santa Inés donde practicó claqué y participó en coros del colegio.  
Después, encaminó su carrera estudiando comedia musical hasta que comenzó a trabajar. Estudió actuación y dirección. 

## Carrera
Su primer trabajo fue Amor mío. Se presentó al casting que hacían para un capítulo. Ese personaje le abrió puertas de su participación en Floricienta. Ha participado en varias producciones que le han hecho ganarse el reconocimiento de la gente. 
Participó también en Champs 12 y Atrapados así como una participación en la campaña de la marca Promesse. 
En 2010 participó en Botineras y la serie televisiva Jake & Blake.
Más tarde, en 2011 se integró al elenco de Contras las cuerdas y el unitario El pacto. 
En 2012, se integró al elenco de la esperada ficción La dueña, protagonizada por Mirtha Legrand. Allí interpretó a una ambiciosa mujer que intenta enamorar al galán nieto Elíseo (Peter Lanzani) de la protagonista.

## Filmografía

### Televisión
| Año         | Título                | Personaje          | Canal                   |
| ----------- | --------------------- | ------------------ | ----------------------- |
| 2005 - 2006 | Amor mío              | Sole.              | Telefe.                 |
| 2005        | Floricienta           | María Klinger      | Canal 13.               |
| 2006        | Chiquititas 2006      | Melissa.           | Telefe. Disney Channel. |
| 2007        | Romeo y Julieta       | Marisol Brando.    | Canal 9.                |
| 2008        | Lalola                | Valeria.           | América Televisión.     |
| 2008        | Atrapados             | Sole.              | Yups Channel.           |
| 2009        | Champs 12             | Lila Masferrer.    | América Televisión.     |
| 2009 - 2010 | Botineras             | Malena Salgado.    | Telefe.                 |
| 2010        | Jake & Blake          | Connie Mahoney.    | Disney Channel.         |
| 2010        | La otra cara del amor | Paola.             |                         |
| 2010 - 2011 | Contra las cuerdas    | Sabrina            | Televisión Pública.     |
| 2011        | Un año para recordar  | Violeta.           | Telefe.                 |
| 2011        | El pacto              | Andrea Aguirre.    | América Televisión.     |
| 2011 - 2013 | Peter Punk            | Joana.             | Disney XD.              |
| 2012        | La dueña              | Mariela Echegoyen. | Telefe.                 |
| 2014 - 2015 | La misión             | Suyai              | Canal Acequia.          |